# 沢田としき
沢田 としき（さわだ としき、1959年1月17日 - 2010年4月27日）は日本の絵本作家、イラストレーター。本名、沢田俊樹。

## 来歴
青森県生まれ、阿佐ヶ谷美術専門学校ビジュアルデザイン科在学中より、月刊ガロでマンガ作品を発表。卒業後、作品が黒田征太郎の目にとまりK2に勤務する。独立後、イラストレーターとしてanan等で活躍。1996年『アフリカの音』で日本絵本賞受賞を期に絵本作家になる。2002年『てではなそう』で第8回日本絵本賞読者賞受賞。2007年『ピリカ、おかあさんへの旅』で児童福祉文化賞受賞。
2010年4月27日、白血病のため東京都内の病院で死去。51歳没。